# سفارة بلغاريا في أذربيجان
سفارة بلغاريا في أذربيجان هي أرفع تمثيل دبلوماسي لدولة بلغاريا لدى أذربيجان. تقع السفارة في باكو وهي تهدف لتعزيز المصالح البلغارية في أذربيجان.

## وصلات خارجية
- قائمة سفارات بلغاريا
- قائمة السفارات في أذربيجان